# Королёв, Виктор Валентинович
Виктор Валентинович Королёв (22 февраля 1957, Челябинск — 15 сентября 2024) — советский хоккеист, вратарь. Мастер спорта СССР. Российский тренер.

## Биография
В детстве играл в футбол, был центральным нападающим. В хоккее сначала тренировался в команде ЧИМЭСХ (тренер В. В. Беспалов), затем в СК ЧТЗ (тренер П. В. Дубровин). В первенстве СССР дебютировал в сезоне 1975/76 второй лиги в составе «Металлурга» Челябинск. Армейскую службу проходил в командах «Звезда» Чебаркуль и СКА Свердловск (1976/77 — 1977/78). Два сезона отыграл в первой лиге за СК им. Урицкого (Казань). Перед сезоном 1980/81 по приглашению Николая Беца перешёл в челябинский «Трактор». Отыграл в высшей лиге 10 сезонов, был вторым вратарём после Леонида Герасимова и Сергея Мыльникова. Дебютировал 1 октября 1980 года в домашнем матче против «Спартака» (0:10). В 1990 году, после смены руководства, перешёл в клуб первой лиги «Металлург» Магнитогорск. В следующем сезоне был играющим тренером. Помощник тренера в сезоне 1992/93. Главный тренер «Металлурга-2» (1993/94 — 1996/97). Тренер в «Металлурге» (1997/98 — 2009/10). Главный тренер пензенского «Дизеля» (2010/11, до 1 декабря). Тренер, заведующий учебной частью в СДЮСШОР «Металлург» (2012/13).
Умер 15 сентября 2024 года в возрасте 67 лет от инфаркта.